# Nursing Standard
Nursing Standard est un magazine hebdomadaire d'informations socio-professionnelles et de recherche en soins infirmiers, édité par le Royal College of Nursing, organisation socio-professionnelle d'infirmières au Royaume-Uni. Il diffuse les règles de bonne pratique et valorise les initiatives en la matière. 
Nursing Standard permet aux infirmières de poursuivre leur formation par correspondance, grâce à un partenariat avec le Royal College of Nursing Institute. Chaque numéro contient un article de formation et un test à renvoyer pour correction. Chaque mois, le Nursing Standard publie la version papier du bulletin du Royal College of Nursing, diffusé sur la chaîne de télévision BBC 2.
Le magazine publie régulièrement des numéros spéciaux consacrés à la viabilité tissulaire, aux problématiques du Sida, à la cardiologie, aux personnes homosexuelles à l'hôpital (soignants et patients) et édite un journal consacré aux étudiants.
Un partenariat d'échange d'informations a été mis en place entre le Nursing Standard et le magazine français L'Infirmière Magazine.